# جامعة إلورن
جامعة إلورن، والمعروفة أيضًا باسم (Unilorin)، هي جامعة تابعة للحكومة الاتحادية تقع في مدينة إلورن، ولاية كوارا ، في نيجيريا.   تم تأسيسها بموجب مرسوم الحكومة العسكرية الاتحادية في أغسطس 1975.   تهدف المؤسسة إلى تنفيذ أحد التوجيهات التعليمية لخطة التنمية الوطنية الثالثة، والتي تنص على توفير المزيد من الفرص للنيجيريين الطامحين إلى الحصول على التعليم الجامعي وتوليد القوى العاملة عالية المستوى، وهو أمر حيوي للاقتصاد سريع التوسع. مقارنة بمؤسسات التعليم العالي الأخرى في نيجيريا، تعتبر مساحة الجامعة واحدة من أكبر المساحات الجامعية، إذ تغطي حوالي 15,000 هكتار من الأراضي.   تم تصنيفها من قبل مجلس القبول المشترك النيجيري كالجامعة النيجيرية الأكثر رواجًا في عام 2021.  ومرة أخرى في عام 2023، أعلن رئيس المجلس، البروفيسور إسحاق أولويدي، أنها الجامعة المرغوبة لامتحانات شهادة الثانوية العامة الموحدة لعام 2023 للسنة العاشرة على التوالي. 

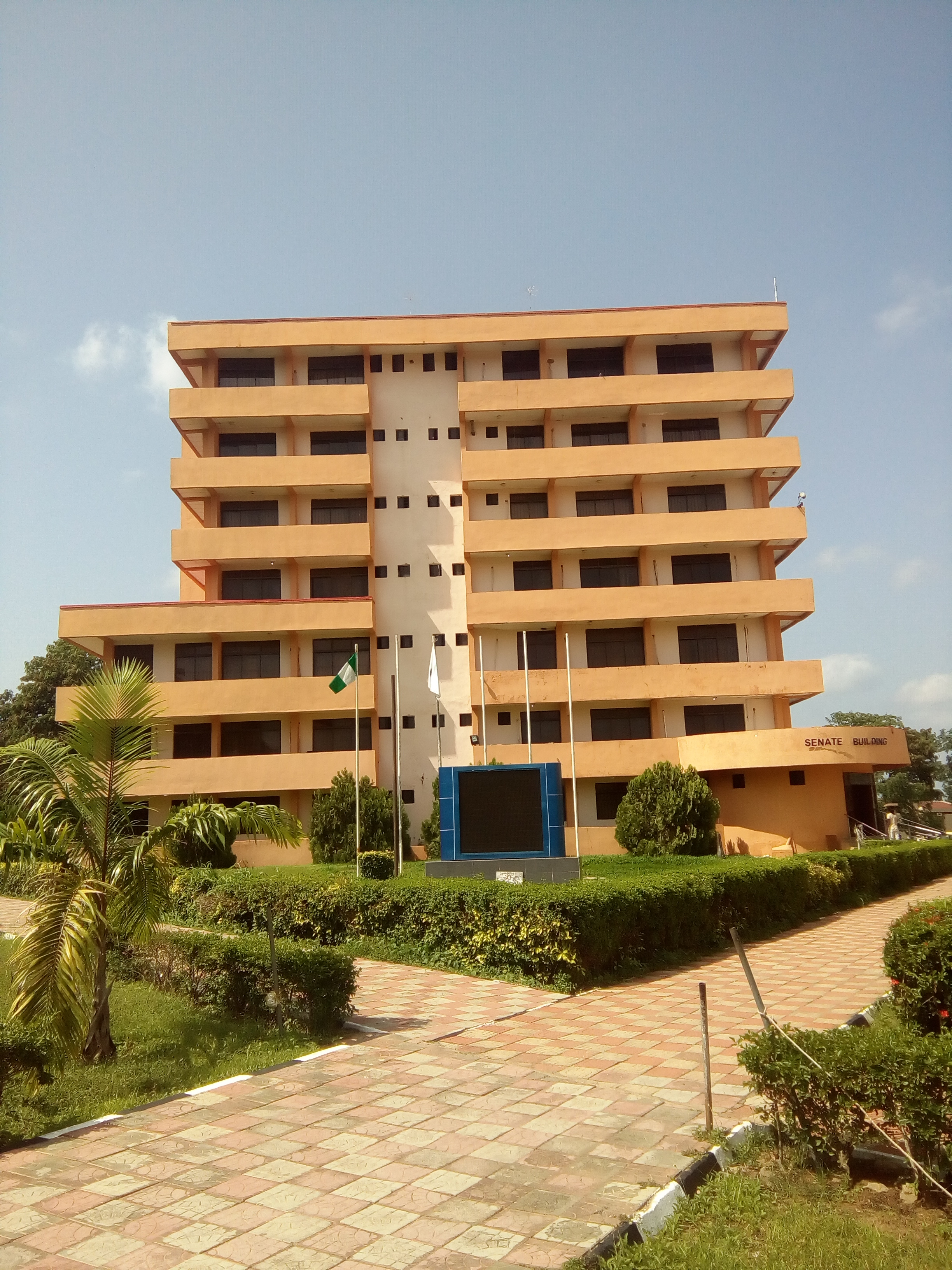
مبنى إدارة الجامعة

## تاريخ
بدأت الجامعة عام 1975 ككلية جامعية تابعة لجامعة إبادان. وتم تعيين الدكتور تي إن تامونو، الذي كان أستاذًا ورئيسًا لقسم التاريخ بجامعة إبادان، مديرًا أولا للكلية في سبتمبر 1975. وبحلول ديسمبر 1975، عيّن تامونو نائبًا لرئيس جامعة إبادان. وعلى هذا تم تعيين البروفيسور أكينكوجبي الذي كان العميد السابق لكلية الطب بجامعة إبادان مديرًا جديدًا للكلية في عام 1975. .
تضم الجامعة خمسة عشر كلية وعشرات الأقسام الأكاديمية (حوالي 60). الكليات الموجودة في جامعة إلورن الآن هي: الآداب، والزراعة، والعلوم البيئية، وعلوم الحياة، والعلوم الإدارية، والعلوم الفيزيائية، والعلوم الاجتماعية، وعلوم الاتصالات والمعلومات،  والتعليم، والهندسة والتكنولوجيا، والعلوم الصيدلانية، والطب البيطري، والقانون، والعلوم الطبية الأساسية والعلوم السريرية (الكليتان الأخيرتان تعملان تحت الكلية الجامعية للعلوم الصحية). وهناك معهدان - معهد التعليم ومعهد أبحاث السكر، ومدرسة دراسات عليا كاملة. كما يوجد بالجامعة عدة مراكز أبرزها: مركز دراسات إلورن، ومركز السلام والدراسات الإستراتيجية، وكلية إلورن للأعمال وغيرها.

### رؤساء الجامعة
- البروفيسور أو أكينكوجبي (1975–1978) المدير الثاني والنائب الأول للمستشار [15]
- البروفيسور أ.و. أديسولا (1978-1981)
- البروفيسور إس إيه توي (1981-1984)
- البروفيسور أ. أديني (1985-1992)
- البروفيسور جو أوينلوي (1992-1997)
- أ.د.س.عبد الرحيم (1997-2002) [16]
- البروفيسور سو أمالي (2002-2007)
- البروفيسور آي أو أولويدي (2007-2012) [17]
- البروفيسور أي جي أمبالي (2012-2017)
- أ.د. سليمان عمر عبد الكريم (2017–2022)
- البروفيسور وهاب إيجبيولي (2022–)